# Aasif Mandvi
Aasif Mandviwala, conhecido por Aasif Mandvi (Bombaim, 5 de março de 1966) é um ator, comediante e escritor indo-americano.

## Filmografia
- Blazing Samurai (2022)
- A Series of Unfortunate Events (2017)
- O maior amor do mundo (2016)
- Million Dollar Arm (2014)
- The Internship (2013)
- Premium Rush (2012)
- The Last Airbender (2010)
- Today's Special (2009)
- The Proposal (2009)
- The Understudy (2008)
- Ghost Town (2008)
- Music and Lyrics (2007)
- Freedomland (2006)
- The War Within (2005)
- Spider-Man 2 (2004)
- Random Hearts (1999)
- Analyze This (1999)
- The Siege (1998)
- Eddie (1996)
- Die Hard with a Vengeance (1995)